# 约翰·格奥尔格·帕利奇
约翰·格奥尔格·帕利奇（德語：Johann Georg Palitzsch，1723年6月11日—1788年2月21日）是一名德國天文學家，他因在1758年聖誕節觀測到1P/Halley彗星（哈雷彗星）而知名。這顆彗星的周期性是由英國天文學家愛德蒙·哈雷在1705年估算出來的，但是哈雷在看到他的預言是否會實現之前就已經離世了。
帕利奇在嚴厲的繼父的培養下成為一個成功的農民，他從他能買到的書中秘密地學習了盡可能多的天文學知識。他從克里斯蒂安·佩舍克（Christian Pescheck）的《星空科學中庭》（Vorhof der Sternwissenschaft）一書中學習當代天文學。他自學拉丁語，並在21歲時繼承農場，這使他能夠建造自己的植物園、圖書館、實驗室和博物館。他得到包括未來薩克森國王在內的各種贊助人的支持。但普魯士和奧地利之間的戰爭打斷了他的雄心。
1788年2月21日帕利奇逝世時，他留下一個擁有3,518本書的圖書館，其中一部分是他從對他來說太昂貴的科學著作中創建的手抄副本。
月球上的一個隕石坑和一個月谷以他的名字命名。
小行星11970 Palitzsch也是以他的名字命名。

## 外部連結
- http://messier.seds.org/xtra/Bios/palitzsch.html （页面存档备份，存于）
- Homepage of the Palitzsch-Museum （页面存档备份，存于）